# Anselmo Pestana Padrón
Anselmo Pestana Padrón (Guía de Isora, Canàries, 4 de desembre de 1965) és un polític espanyol i el setè president del Cabildo de La Palma des de l'etapa democràtica de 1979. Va ser Senador per la Palma des del 2007 fins al 2011, quan va presentar la seva candidatura per al cabildo.

## Biografia
Entre els anys 2006 i 2007 va ser alcalde de Santa Cruz de la Palma.
Llicenciat en Dret per la Universitat de La Laguna, va treballar en els serveis jurídics del Cabildo de La Palma dels que en fou lletrat en cap. És membre del Partit Socialista Canari-Partit Socialista Obrer Espanyol (PSC-PSOE), partit amb el que va elegit ser regidor a l'Ajuntament de Santa Cruz de la Palma a les eleccions municipals espanyoles de 1999, 2003 i 2007, i entre el 2006 i 2007 fou alcalde de Santa Cruz de La Palma. També va ser portaveu del Grup Municipal Socialista des de 1999 fins a 2010, primer tinent d'alcalde i portaveu municipal del seu partit entre 2005 i 2006.
Fou elegit diputat a les eleccions al Parlament de Canàries de 2003 i 2007 i hi va exercir com a portaveu d'Agricultura, Ramaderia, Pesca i Alimentació. De 2008 a 2011 fou senador per La Palma. A les eleccions de 2011 fou elegit Conseller del Cabildo de la Palma, on ha estat portaveu del grup socialista i vicepresident primer de 2011 a 2013 després d'un pacte del PSOE amb Coalició Canària, quan era presidenta Guadalupe González Taño, de CC.
L'any 2013 es trenca la coalició va ser elegit com a president del Cabildo de La Palma després de la moció de censura que va realitzar el PSOE i el Partit Popular a Guadalupe González Taño. Aquesta acció va comportar l'expulsió del partit dels consellers del PSOE al Cabildo de La Palma, i el PSOE de l'illa va quedar en mans d'una gestora. Tanmateix, el 2015 és readmès al partit i a les eleccions locals del 2015 és reelegit com a president del Cabildo. Per la seva tasca com a president del Cabildo li fou concedida l'Antena de Oro 2017.